# 哥斯拉系列
《哥吉拉系列》（日語：ゴジラ）是日本東寶於1954年（昭和29年）創立的一系列特攝電影作品或其跨媒體製作系列，且為作品中架空世界和共同世界登場的巨大怪獸名稱。該系列以怪獸哥吉拉為中心，這是一種被核輻射喚醒並賦予力量的怪獸。吉尼斯世界紀錄承認這是「持續時間最長的電影系列」，該系列自1954年以來一直在不斷製作，中途經歷了多次長短不一的停擺期。截止2024年，該系列電影總共包括38部作品，其中包括33部由東寶公司製作和發行，以及由三星影业和傳奇影業製作的五部美國電影。最新一部預計於2024年4月上映。
最初的《哥吉拉》電影由本多豬四郎執導，並於1954年由東寶公司發行。這部作品成為怪獸電影中的代表之一，並涉及了當時日本的政治和社會議題。電影及其特攝導演圓谷英二被廣泛認為確立「特攝」的定義，並在日後成為日本電影業不可或缺的一部分。在北美市場方面，該電影於1956年被重新製作為《哥斯拉，怪獸之王》，其中包括新的鏡頭與原始日文鏡頭結合。
《哥吉拉》系列電影的成功將繼續激勵世界各地的其他怪獸電影。這些電影的受歡迎程度使其業務擴展到其他媒體，如電視、音樂、文學和電子遊戲 哥吉拉已成為日本流行文化的象徵之一，一直是日本電影眾所周知的元素，也是日本娛樂中流行的怪獸和特攝的首例。每部電影的基調和主題各不相同。有的電影包含政治主題、黑暗色調、複雜的內部神話，或是外星人或其他怪物的動作片，以及適合兒童的簡單主題 。哥吉拉在電影的立場各不相同，從純粹的破壞性力量到人類同盟、日本的保護者或是兒童的英雄。

## 歷史

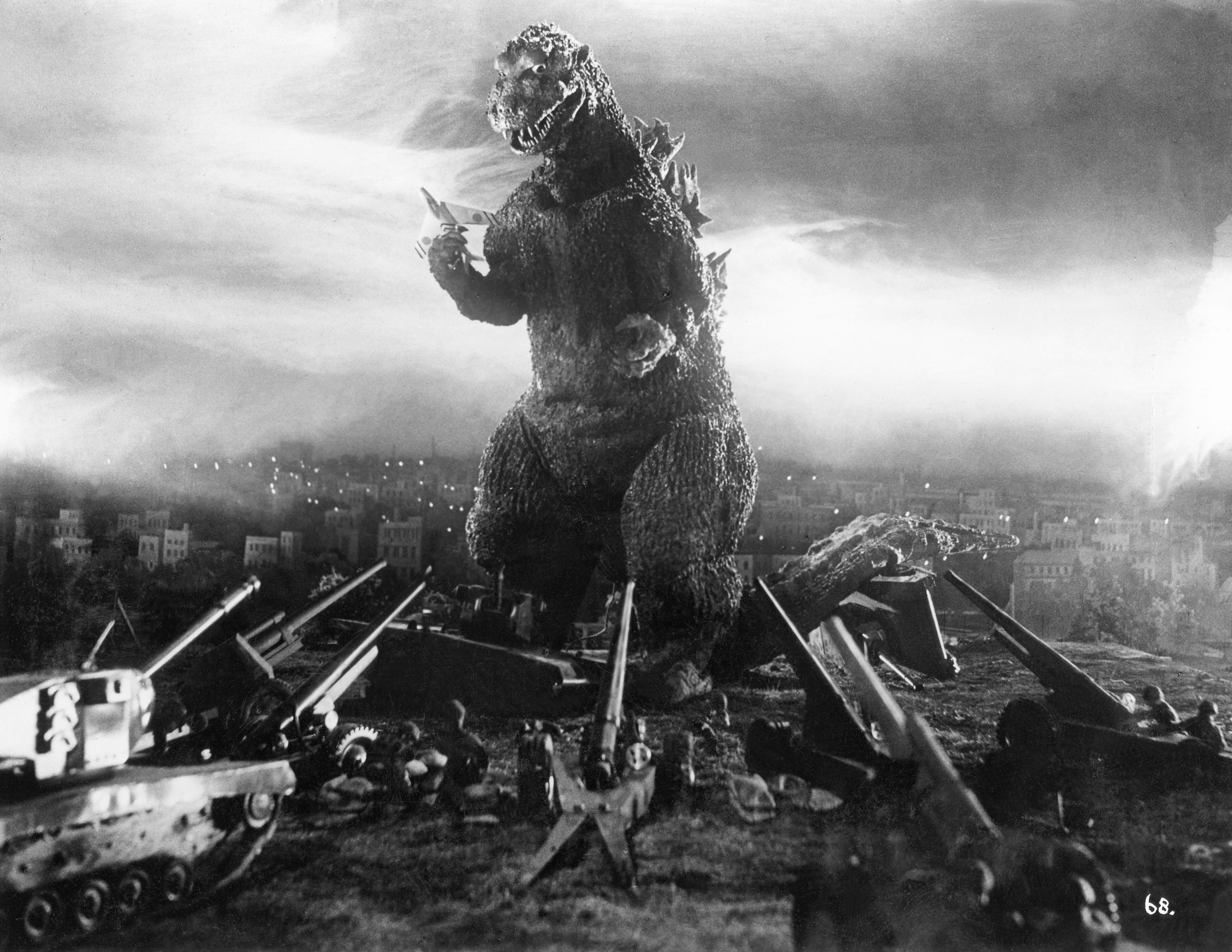
1954年的《哥吉拉》中登場的哥吉拉。

哥吉拉系列電影被劃分為幾個不同的時代，反映了一種獨特的風格，作為自1954年第一部電影上映以來，已製作了半個多世紀的怪獸電影，並與日本所有怪獸電影的時代相對應。前兩個時代指的是昭和時代、平成年代、第三個被稱為千禧年時代，但相比平成時代，該階段的電影被認為有不同的風格和故事情節 。
在哥吉拉系列的歷史中，這些電影的製作及生產年代同時也反映了當時日本社會和政治的氛圍。在最初的電影中，哥吉拉被描繪為氫彈影響的寓言，探討這類武器可能對地球造成的浩劫後果。1954年3月1日，在在第一部哥吉拉電影上映之前，日本漁船第五福龍丸受到美國在比基尼環礁進行的「城堡行動」波及，導致船隻遭受核試驗的放射性污染，引起了日本媒體的廣泛關注，受此時事及冷戰核競賽等歷史事件的切合啟發，東寶製作人田中友幸開始策劃一部以「怪獸」為主題的電影原案，並構思出「一隻沉睡在比基尼環礁底部的怪獸，因為氫彈試爆而甦醒，並藉此獲得了特殊生命力而襲擊日本」。同時，受到1952年由東寶發行的美國電影《金刚》以及1953年的《原子怪獸》在日本商業上取得的巨大成功的鼓舞，田中及本多豬四郎與等核心製作人員的策劃下，東寶在確認財務上可行後批准了該專案。開始共同創作最原始的哥吉拉。
1954年的《哥吉拉》成為史上第一部以原子彈爆炸後醒來的巨型怪獸為主的真人實景電影，帶有與當時日本相關的政治和社會潛台詞。並引入伊福部昭廣受讚譽的配樂，在後來的許多電影中被重複使用。特攝監督圓谷英二為首的製作人員採以微縮模型和「剪裁」來表現怪獸的巨大規模和它的毀滅。而在北美版本裡，這部電影最早被改編並於1956年以哥吉拉，怪物之王!的身份上映，改編後的新片段加入了由雷蒙德·布林初演的剪輯鏡頭，並與日本原始鏡頭結合在一起。

### 誕生

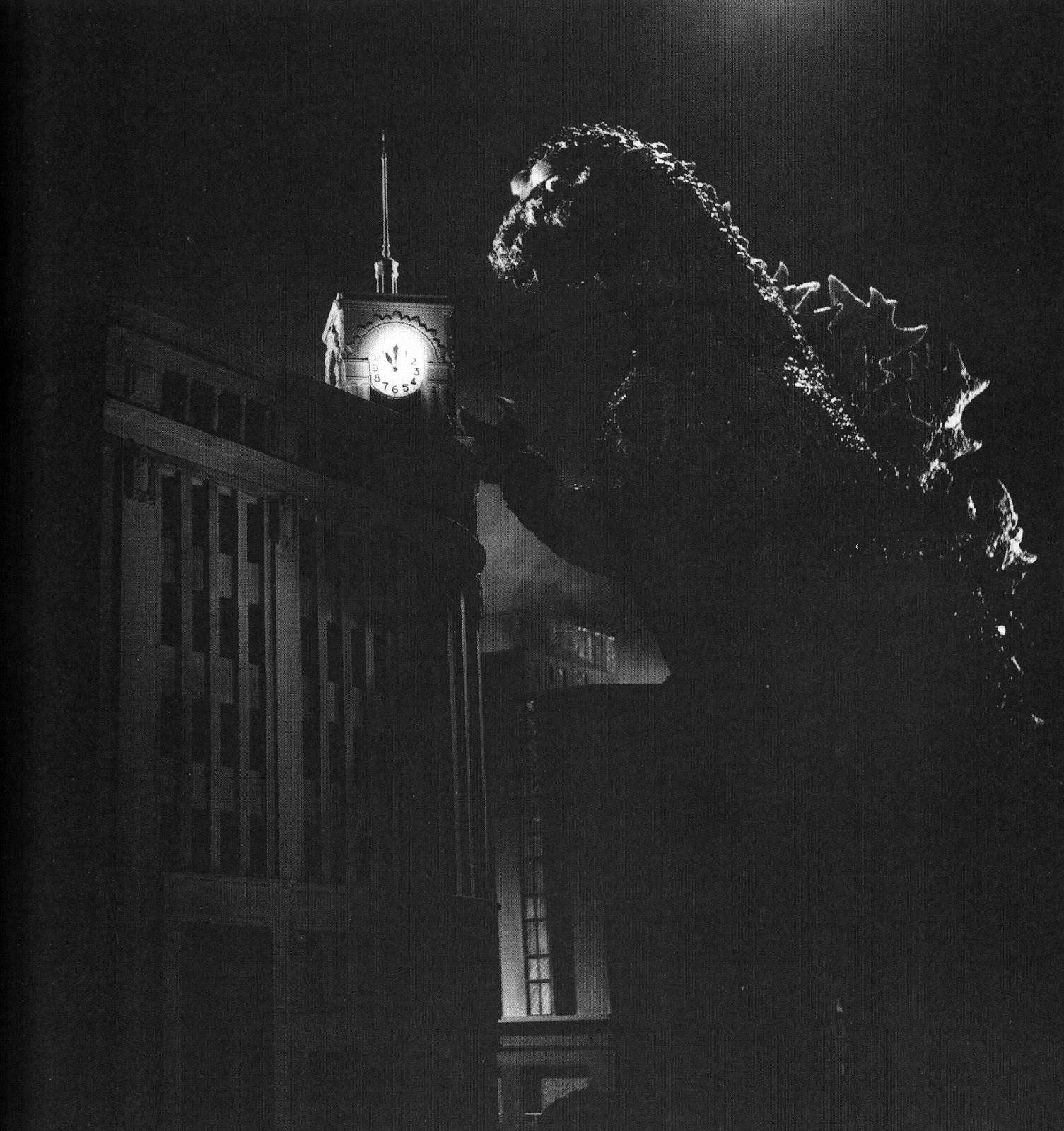
1954年的《哥吉拉》劇照，顯示哥吉拉破壞銀座和光的畫面。

哥斯拉的誕生源自于1953年8月，東寶製作人田中友幸此時正與印尼國家電影公司簽訂臨時合同，準備拍攝一部與印尼合作的跨國電影，然而在1954年3月25日，因應日本政府與印尼政府關係惡化，兩家公司突然被迫放棄了合作電影的製作，印尼政府未准許簽證，使得該部合拍電影陷入夭折。
田中被迫匆忙進行替代計畫的同時，此外日本國內正因比基尼環礁的核試驗，導致載有沾染放射落塵的漁獲和船員返抵日本的第五福龍丸事件，引發激烈的民間反核運動，受此時事及冷戰核競賽等歷史事件的切合啟發，田中則開始策劃一部以「怪獸」為主題的電影原案，並構思出「一隻沉睡在比基尼環礁底部的怪獸，因為氫彈試爆而甦醒，並藉此獲得了特殊生命力而襲擊日本」。此時期，該部電影的暫定標題為《來自海底兩萬浬的大怪獸》其靈感來自1953年上映的美國電影《原子怪獸》。負責《哥吉拉》該片的導演本多豬四郎與特效總監哥斯拉（創造者）圓谷英二等人在訪問中，曾表示拍攝《哥斯拉》的動機，是想做出不遜於同期美國特效電影的作品，但他們為日本怪獸電影訂下的基調，與哥斯拉經典形象地位並不會因此而動搖。
其後，《哥吉拉》電影的計畫開始祕密開展，早期哥吉拉的設定為「從水生爬行動物，進化為陸地哺乳動物的巨型生物」。劇本中對其的描述包括「有如圓形建築物的大小」，「有如非洲象般的大耳朵」，「全身像鋼鐵一樣的鱗片」，.最初，頭部設計是由漫畫家阿部和助所負責，他所設計的哥吉拉則以蘑菇雲為參考形象，因而成為僅供參考使用，隨後則由藝術總監渡邊明參考包括禽龍、霸王龍、劍龍等恐龙画作，並從《時代》雜誌的插圖中整理了圖像，繪製了正式的設計圖。另外因劇中有哥吉拉在聽到服部鐘錶店（銀座和光百貨）鐘樓的鐘聲憤怒，故而毀壞大樓的描述，因此特意為哥吉拉設計了爬行類動物所沒有的耳廓。
為了強調怪物與原子彈的關係，哥吉拉的皮膚紋理靈感來自於廣島被爆倖存者身上的瘢痕疙瘩及疣。其生物設計具有爬行動物的外觀、擁有著健壯的體格、直立的姿勢、長尾巴和沿背部的三排背鰭。在《哥吉拉1954》中，增加這些背鰭純粹是出於審美目的，以進一步區分哥吉拉與任何其他現存或已滅絕的生物關係。為《哥吉拉2000》負責角色設計的西川伸司曾表示：「看起來像岩石的皮膚，是哥吉拉設計中最偉大的發明，這使得無論是生物還是無生命的物體都變得模棱兩可。形成一種獨特的存在」。

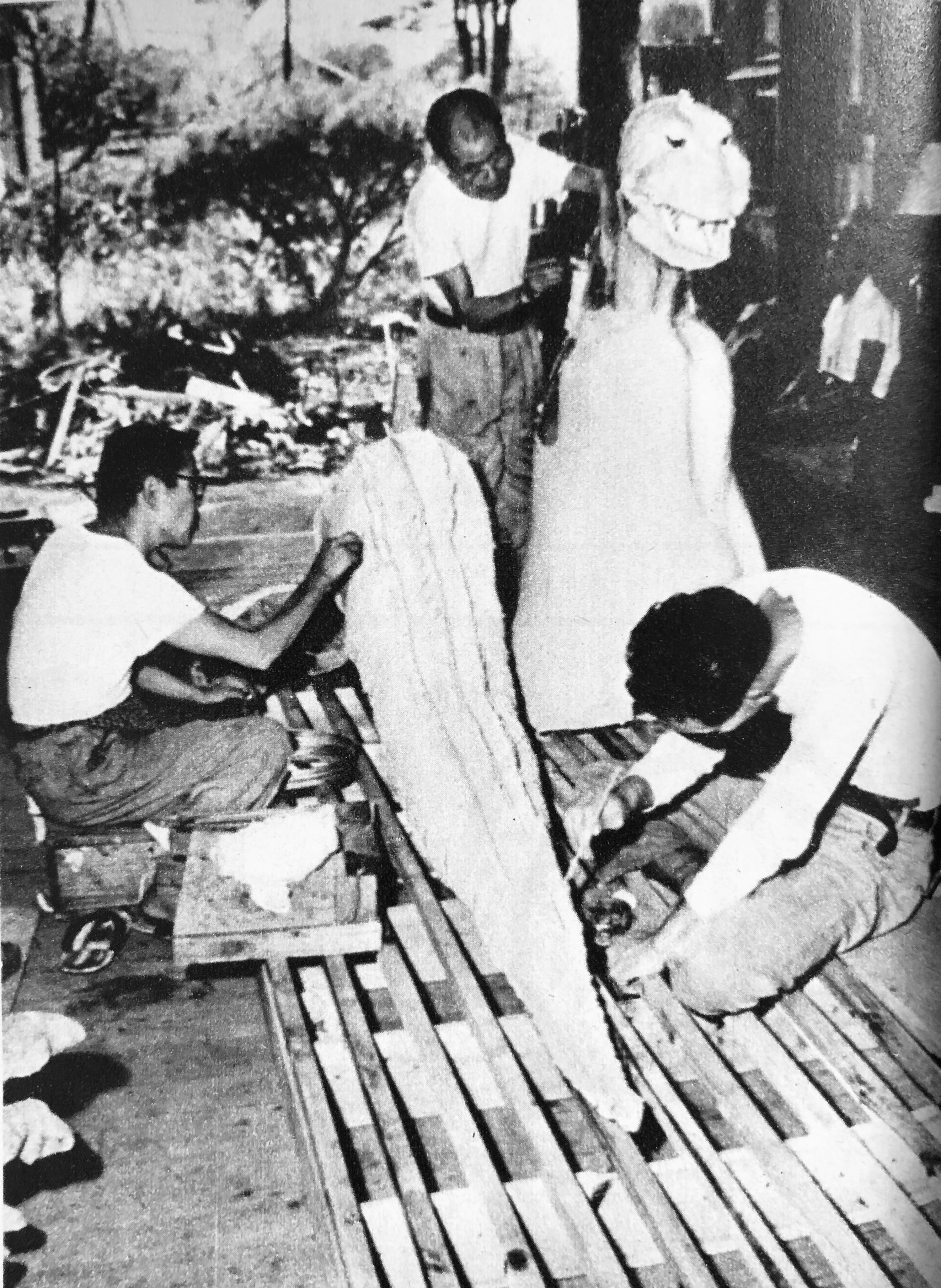
1954年《哥吉拉》戲服的製作現場。

### 昭和哥吉拉與形象的轉變（1954–1975年）
隨後《哥吉拉》在利用雜誌、周刊、報紙、掛車等各種媒體宣傳，成為了東寶票房史上的一大宣傳作品。時任宣傳部部長工藤明曾在1954年提到了「《七武士》、 《生之慾》、 《蝴蝶夫人》都是當時同期上映並獲得成功的電影作品，而《哥吉拉》將會是一部超越這些作品且「史無前例的大片」。1954年11月3日，《哥吉拉》正式於日本院線上映，打破了首日動員人數的記錄。在電影中，哥吉拉被描述成身高50公尺、恐怖、巨大的破壞者，以其巨大身軀與熱線，彷彿只是為破壞而破壞般的蹂躪船隻與東京，再加上製作群刻意在電影前半段不公開哥吉拉的真面目，僅以腳印、叫聲、腳部的特寫，與受害者的慘叫聲營造其懸疑性與神秘感，使《哥吉拉》得到極大的迴響與票房、而哥吉拉「人類之敵」的反派形象也就成為哥吉拉早期幾部作品的主要基調。哥吉拉的攻擊動機不是生物掠奪性的本能，畢竟哥吉拉並不吃人，而是依靠核輻射和雜食性飲食來維持自己的生命。當被問及哥斯拉的立場是“好還是壞”時，製片人富山省吾將其比作神道教的“毀滅之神”般，缺乏道德的標準，不能憑以人類的善惡標準來衡量該生物的動機。

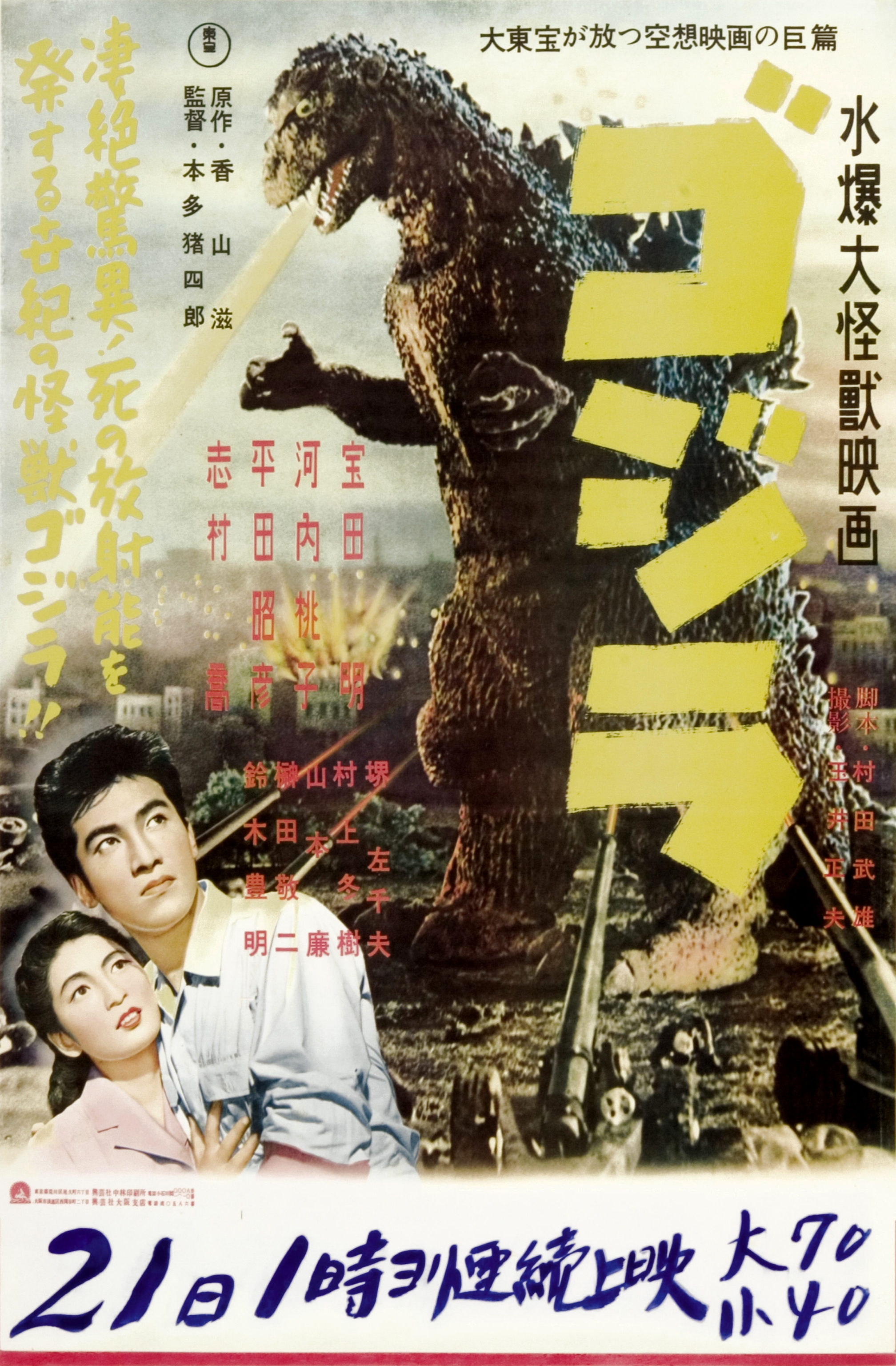
《哥吉拉》電影海報（1954年）

哥吉拉作為「巨大破壞者」的形象，在問世十年左右時出現變化，在1960年代時，哥吉拉無可避免開始導入日本社會的流行與話題性事物，進而改變了在大銀幕上的性格與形象。同時在此階段，哥斯拉的忠誠和動機，因適應電影的主題與劇情的需要。會出現與人類一起對抗共同威脅的刻畫。其中，在1950年代年代末期摔角手力道山引起的摔角熱潮，影響了於1962年上映第三作《金剛對哥吉拉》中，哥吉拉與敵對怪獸日版金剛間的打鬥場面，加入了擬人化的摔角動作，十週年紀念作《三大怪獸 地球最大決戰》裡，哥吉拉更進一步的擬人化，出現了與異種怪獸間以肢體語言及叫聲溝通的劇情，並第一次出現「為保護地球（人類）而挺身對抗反派怪獸」的設定。此片奠定了「大怪獸對決」的日本怪獸電影風格，上映時正好是日本電影的高峰期，為哥吉拉歷代作品裡最高的票房。
此後，哥吉拉作為反派的形象已徹底消失、在接下來的幾部系列電影中、哥吉拉在電影主劇情中打擊惡勢力支配的怪獸，儼然成為正義使者，同時更進一步加強了擬人化的人性刻劃，如在《怪獸大戰爭》中，打敗敵人後擺出赤塚不二夫所設計的搞笑姿勢「謝——（シェー）」的標誌性動作，此種轉向最後在1967年的《怪獸島決戰 哥吉拉之子》一片達到高潮，本片為哥吉拉創造了一隻子獸迷你拉、哥吉拉除了在片中對抗巨大的異變昆蟲外，還充分展現了親情般的塑造。
至20世紀60年代末期，哥吉拉正義的「怪獸王」形象已牢不可破，此種形象與娛樂業生態環境的改變促使哥吉拉電影再次作出轉形：尤其是日本家用電視的普及對電影票房造成了明顯的衝擊，由原哥吉拉系列電影特效總監圓谷英二所監製的電視劇《超異象之謎》、《超人力霸王》，也在兒童間掀起了對巨大變身英雄的崇拜，在這樣的大環境下、哥吉拉系列開始轉變為兒童娛樂電影，會作這樣的年齡層瞄準的著眼點，在於父母必定會陪同兒童觀影而增加票房，以及以玩具為主的週邊產品的商業利益，在這些作品中，哥吉拉會如同摔角冠軍與超人力霸王般，與各式各樣危害人類的怪獸展開激戰，並加入許多各種取悅低年齡層觀眾的有趣情節。
1968－1975年間，哥吉拉以差不多每年一部的速率推出此類兒童電影基調的系列作，其中雖也有《哥吉拉對黑多拉》這種以公害為議題且表現手法帶有強烈實驗風格的異色作，不過這段期間的主要風格仍是簡單明快的劇情與豪快的打鬥。然而，本時期的系列電影票房卻出現了明顯且持續的萎縮，造成哥吉拉聲勢下滑的原因不止於一端，電視特攝影集的挑戰、石油危機造成的製作品質下降，譬如後期的幾部哥吉拉電影為節省成本，均大幅減少了破壞都市的場面與系列作本身創意的枯竭都是主因，種種原因使東寶決定在1975年上映系列第十五作《機器哥吉拉的逆襲》後，暫停系列電影的製作，此一決定也標誌了日本1950年至1970年代怪獸特攝的黃金時代，以及第一次怪兽热潮和第二次怪兽热潮的結束。
中島春雄從1954年開始擔任哥斯拉的戲服演員，直到1972年退休。然而，其他特攝演員在他缺席的情況下繼續扮演了哥吉拉，如手塚克美、關田優、高杉涼作、小中誠司、高木真司、逗子功和河合徹等。圓谷英二僅在昭和哥吉拉系列的前六部電影擔任特攝，在他離開東寶後，則由他的門生有川貞昌接手接下來三部電影的特攝工作，中野昭慶則負責該系列最後六部電影的特攝。

### 平成系列（1984-1995年）
1984年，在九年的沉寂後，東寶公司於哥斯拉誕生30週年，推出了重啟版本的《哥吉拉》，使哥吉拉奇蹟式的在大銀幕復活，開啟了哥斯拉電影系列的第二個時代，即平成系列。在電影中，為了繼續在高度發展後高層建築林立的東京表現巨大感，哥吉拉的身高改為80米。借助電影特效的進步，與故事風格、形象重回成熟的戲劇路線，並取得了大成功，並作為至1995年結束的平成哥吉拉系列的首部曲熱潮。
本時期的哥吉拉，捨棄了昭和系列的擬人化描述，而是重新定位為類似系列原點的破壞者角色，哥吉拉成為一種不可預測並令以先進科技自豪的現代人類感到壓倒性無力感的活動天災，在重新設計為略具鈍重感而威嚴的外型的同時，對哥吉拉的描述也傾向於視為一種獨特的巨大生物，並有著特殊的習性：如1984年版《哥吉拉》中，哥吉拉對候鳥的超低音頻會有所共鳴，1993年的《哥吉拉 vs 機器哥吉拉》更將哥吉拉描述成一種以杜鵑鳥借巢方式繁殖的生物，種種具真實感的描寫令此時期的哥吉拉形象頗受好評。在平成系列中，哥吉拉由薩摩劍八郎扮演，而特攝則由川北紘一執導，除了《哥斯拉的歸來》，女藝人及歌手小高惠美則多次參與平成哥吉拉系列的擔綱主演，在劇中飾演具有超能力的少女三枝未希。在本時期中，除了帶入哥斯拉背後的生物性質和科學議題，成為電影中最主要的核心探討外，在1995年上映的《哥吉拉 vs 戴斯特洛伊亞》中，哥吉拉以核能放射線為食，為覓食而襲擊核動力潛艇與核電廠，最後也因體內不正常的核融合反應而失控死亡，其劇情走向也明顯隱含有對人類文明的反思。日本方面原本欲以《戴斯特洛伊亞》一片末尾的哥吉拉之死，作為系列電影的完結。

### 新世紀系列（1999-2004年）
1999年，東寶透過電影《哥吉拉2000》第二次重啟了哥吉拉系列，拉開了哥吉拉電影的第三個時代，即新世紀系列。 [26] [27]新世紀系列的處理方式類似於選集系列，其中每部電影都是一個獨立的故事，哥吉拉的風格一定程度上繼承了1980、1990年代的平成形象，但比前一系列期更加強調與1954年《哥吉拉》關聯性的特徵，使本期各別作品的哥吉拉擁有複雜各異的象徵意義，如懲罰人類文明的天譴、過往的亡靈，對人類某種過於先進或違反自然的科技，顯示出憤怒的巨靈，或人類面對無力克服危機時不得不認同的最強生物。《哥吉拉×機械哥吉拉》和《哥吉拉×摩斯拉×機械哥吉拉 東京SOS》是新世紀時代唯一具有連續性的電影，也與1961年的《魔斯拉》有連結。
喜多川務和吉田瑞穗在新生代系列飾演哥斯拉，與昭和及平成不同，新世紀系列的特攝導演是由鈴木健二、神谷誠、菊地雄一和浅田英一擔當。可惜的是，這些大膽的嘗試未能使哥吉拉系列電影在好萊塢特效電影掛帥的今日獲得如過往亮眼的成績，2004年，為了紀念哥吉拉電影系列50週年，《哥吉拉 最後戰役》上映後，東寶同時發表以後十年不再製作哥吉拉電影的宣言，並且拆卸眾多哥吉拉電影所製作海洋場景的泳池。

### 令和時代（2016年至今）
2014年12月，東寶宣布計劃於2016年上映一部新的哥吉拉電影。這部電影標誌著東寶在2014年由傳奇影業重啟後的哥吉拉系列的再次啟動；該作品由庵野秀明和樋口真嗣（兩人曾合作製作動畫《新世紀福音戰士》）共同執導，庵野擔任劇本，樋口擔任視覺效果指導。主要拍攝工作於9月開始，10月結束，特效工作於當年11月進行。《正宗哥吉拉》最終於2016年7月29日在日本以IMAX、4DX和MX4D形式上映，該作品獲得日本評論家的好評，在全球總票房達7800萬美元，成為2016年最賣座的日本真人電影。
2016年8月，東寶宣布計畫製作動畫哥吉拉電影三部曲，由Polygon Pictures製作3D動畫，Netflix全球發行，日本則由東寶在院線上映。該系列的第一部電影《哥吉拉：怪獸惑星》於2017年11月17日上映。第二部電影《哥吉拉：決戰機動增殖都市》於2018年5月18日上映。三部曲的最後一部電影《哥吉拉：噬星者》於2018年11月9日上映。
2018年1月，東寶宣布計畫從2019年開始的未來三年投資150億日圓（13.5億美元），與獲得東寶作品授權的好萊塢和中國工作室聯合製作《哥吉拉》等其他日本系列作品。東寶將投入25%的製作成本，並獲得更高的收入份額並管理創作者權利，因此其創意投入將體現在每部作品中。2018年5月，東寶的首席哥吉拉負責員大田圭二透露，《正宗哥吉拉》並不會有續集，但表示對哥吉拉和其他東寶怪獸之間潛在的共享電影系列感興趣，類似漫威電影宇宙。
2019年，東寶向其位於洛杉磯的子公司東寶國際公司投資154億日圓（1.4億美元），作為其「東寶願景2021年中期管理策略」的一部分，該策略旨在增加內容、平台、房地產利潤超過500億日元，並增加哥吉拉等東寶智慧財產權的角色業務。松岡宏泰被任命為該計劃的代表董事。2019年，東寶推出了該系列的第一個官方英文網站以及第一個官方英文Twitter和Instagram。
2019年6月，東寶透露計劃在聖地牙哥動漫展上首次展示東寶哥吉拉，以紀念該系列成立65週年，同時也是該系列在美國擴張計劃的一部分。在聖地牙哥動漫展上，東寶哥吉拉戰略會議的專案經理高橋秋人透露了東寶將對於東寶哥吉拉和傳奇哥吉拉電影進行擴張的意圖。並透露若電影製作人選擇追求的話，他們可以選擇重新引入政治主題和新舊怪物。 Akito 也表示有興趣在未來重新推出機械哥吉拉和噴射傑格。
2020年10月，東寶宣布計劃於2021年在Netflix上發布名為《哥吉拉 奇異點》的動畫系列，這是《哥吉拉系列》首部由日本製作的電視動畫影集。此作品由高橋敦史擔任監督，澤田完作曲，圓城塔編劇，由BONES和Orange共同製作。
2022年11月3日，在被稱為「哥吉拉日」的特許經營68週年紀念日期間，東寶宣布計劃於2023年11月3日發行一部新的真人電影《哥吉拉-1.0》，以紀念該系列70週年。並表示山崎貴擔任這部作品的導演、編劇和視覺總監，近期完成拍攝後已進入後製階段。《哥吉拉-1.0》在上映後廣受日本及海外國家的好評，票房收入在國際獲得超過8,560萬美元，並受到西方媒體稱讚該片的視覺效果、故事、角色、社會評論。

### 美國電影

#### 火山怪獸（1957年）
《哥吉拉》於1954年上映後，隨即發行了北美版本，这部电影于1956年以《哥斯拉，怪物之王!》的名稱上映，改编后的新片段加入了由美國演員雷蒙德·伯尔出演的剪辑片段的，并与日本原始镜头结合在一起。
《哥斯拉，怪物之王!》的製作人，包括哈里·雷布尼克、理查德·凱、愛德華·巴里森、保羅·施萊布曼和埃德蒙·戈德曼購買了1955年續集《哥吉拉的逆襲》的北美版權。 然而，他們選擇不對這部電影進行在地化或英語配音，而是決定製作一部重新利用的新電影；該電影的拍攝計劃預定1957年6月開始。 雷布尼克聘請了伊卜·梅契爾和埃德溫·沃森（Edwin Watson）撰寫劇本，名為《火山怪獸》，重點講述以特效鏡頭為中心的美國角色的新故事。1957年初，東寶批准了這個想法，並將哥吉拉和安吉拉斯套裝送到霍華德A.安德森的特效工作室進行額外的拍攝。雷布尼克和巴里森最初與美國廣播-派拉蒙劇院達成協議，共同資助這部電影，但在美國廣播-派拉蒙倒閉後，《火山怪獸》的拍攝計畫被取消。施萊布曼、高盛和新金融家牛頓·P·雅各布斯決定將《哥吉拉的逆襲》重新翻譯成英文版。

#### 未製作3D電影（1980-1984年）
1983年，史蒂夫·邁納向東寶提出了製作美國3D版哥吉拉的想法，分鏡板由威廉·斯托特製作，劇本由弗雷德·戴克編寫，名為《哥吉拉：3D怪獸之王》，講述了哥吉拉在3D電影中摧毀舊金山的故事，並試圖找到它的後代。
各製片廠和製片人都表達了興趣，但由於預算過高而放棄了。這部電影將以里克·贝克製作的全尺寸電子哥吉拉頭、大衛·W·艾倫執導的定格動畫、史蒂芬切爾卡斯（Stephen Czerkas） 創作的鉸接式定格動畫哥吉拉，以及道格·懷迪（Doug Wildey）製作的附加分鏡為特色。 生產設計將由斯托特監督。

#### 三星影業 (1992–2000年)
三星影業在1992年向東寶取得拍攝哥吉拉系列電影的授權，並計劃製作拍攝美國版本的哥吉拉三部曲，該作品最初由導演扬·德邦特、編劇特里·羅西奧和泰德·艾略特編寫劇本，讓哥吉拉與一個名叫「獅鷲」的變形外星怪獸作戰。德邦特後來因與工作室的預算分歧而離開了項目。羅蘭·艾默瑞奇受聘執導，並與製片狄恩·戴夫林共同編寫新劇本。
由中心娛樂城、Fried Films、Independent Pictures 和三星影業聯合製作的《酷斯拉》最終於1998年5月20日上映，但遭到大量的負面評價，全球票房收入3.79億美元，而製作預算為1.3至1.5億。儘管票房收入幾乎是預算的三倍，由於電影的票房和評價均不理想，使三星影業最終取消續集，而美日的兩家公司共同製作《酷斯拉：動畫系列》來延續電影的劇情。
三星使用哥吉拉的許可最終於2003年到期。2004年，東寶開始將三星哥吉拉的新版本註冊為吉拉（Zilla）商標，只有1998年電影和動畫電視劇中的版本仍保留哥吉拉的版權/商標。

#### 怪獸宇宙（2014年至今）
《哥吉拉對黑多拉》（1971年）的導演坂野義光從東寶獲得將該作品作為基礎IMAX 3D短篇電影的拍攝權利，但並沒有得到贊助商，之後在2007年，坂野遇到美國製片人布莱恩·罗杰斯，並開始製作重啟計畫。隨後則在2009年罗杰斯向传奇电影公司提出，轉而製作長篇哥吉拉電影的企劃。
2009年，美國傳奇影業取得了哥吉拉的拍攝權利，與華納兄弟合作，於2014年製作了第二部美國拍攝的哥吉拉電影《哥斯拉》，導演為加雷斯·愛德華，片中登場的哥吉拉在擁有更貼進日本原始設定的外型與背景，以及如同樣有著在1950年代與人類初次發生衝突的過去的，並賦予了更具富說服力的新詮釋，使得哥吉拉成為立於遠古奇特的高放射性生態鏈頂端、因死敵穆透的復活而甦醒的巨大生物。隨後傳奇影業於2019年則推出了續集《哥斯拉 II 怪獸之王》，由麥可·道格堤執導，也是傳奇影業的怪獸宇宙第三部作品。2021年的《哥斯拉大戰金剛》，由亞當·溫高德執導，為傳奇影業的第四部作品。
2023年，網路劇《君主計畫：神祕組織與怪獸之謎》於11月17日在Apple TV+上發行；第五部電影《哥吉拉與金剛：新帝國》於2024年4月12日上映。

## 其他媒體

### 電視系列

#### 日本
1973年，哥吉拉出現在東寶的特攝系列《流星人间》中，其中幾集還涉及到王者基多拉和吉剛。一些曾參與前哥吉拉電影製作的電影製片人也參與了該系列的製作。田中智之製作了該系列劇，導演本多豬四郎執導了幾集，而川北紘一（平成時代電影的特攝導演）則擔任該劇的助理特效總監。1992年，東寶製作了一部名為《哥吉拉樂園》的兒童教育動畫系列，其中以真人片段與Q版風格的動畫混合為特色。1997年，東寶製作了一部名為《哥吉拉島》的兒童系列劇，以哥吉拉玩具為中心。東寶於2022年11月在其官方YouTube頻道上向全球提供該系列。
由東寶和Pie in the sky製作的短篇動畫系列《小小哥吉拉的逆襲》於2023年播出。

#### 美國
哥吉拉及其形像出現在各種美國電視相關媒體中，包括《機器雞》、《羅斯安家庭生活》、《狂歡三寶》、《南方公園》、《左右做人难》、《大衛·查普爾秀》、《小淘氣》、查爾斯·巴克利與哥吉拉戰鬥的耐克廣告，以及多次出現在《辛普森家庭》中，其中包括一部名為《荷馬吉拉》的萬聖節惡搞作品。
1978年，漢納巴伯拉動畫製作了動畫影集《哥吉拉：系列》，並在NBC播出了兩季，2022年，東寶在其官方YouTube頻道上向全球提供了完整系列。1991年，東寶電影群的英文配音版本在神秘科學劇場3000上重播。

### 電子遊戲
1985年，一款名為《哥吉君》的遊戲在MSX上發表。並於1990年在Game Boy上發布了《哥吉拉：怪獸大行徑》。 1993年，《超級哥吉拉》在超級任天堂上發行。
2007年，《哥吉拉：釋放》在Wii和DS上發布。2014年電子遊戲《哥吉拉VS》由萬代南夢宮發行。2021年9月，史特恩發行了以哥吉拉為主題的彈珠機。[290] 2022年5月，《使命召唤：战争地带》中出現了與電影《哥吉拉大戰金剛》的連動事件。哥吉拉將被確認為客串角色出現在格鬥遊戲《巨擊大亂鬥》。

### 漫畫
蘭登書屋於1990年代末和2000年上半年出版了哥吉拉系列書籍。該公司針對不同年齡層創作了不同的系列，斯科特·西恩欠的系列針對青少年，馬克·切拉西尼的系列系列針對青少年和成年人。有幾部漫畫源自特定的哥吉拉電影，隨後，漫威漫畫和黑马漫画都出版了哥吉拉漫畫系列（分別為1977-1979年和1987-1999年）。
2011年，IDW出版社推出了新系列《哥吉拉：怪獸王國》（以同名書籍形式出版），重新啟動哥吉拉的故事。 隨後推出了兩部續集系列以及迄今為止的七部五期迷你劇。
為了配合2014年的電影出版了三本書。 泰坦出版集團於2014年5月出版了由格雷格·考克斯撰寫的電影小說。 馬克斯·博倫斯坦、格雷格·博倫斯坦和埃里克·巴特爾的圖像小說《哥斯拉：覺醒》作為前傳，馬克·科塔的《哥斯拉：毀滅的藝術》講述了電影的製作過程。 哥吉拉在《辛普森家庭》漫畫中曾在三個不同的場合被提及。 該角色出現在霸子·辛普森的《生活指南》中，與迷你拉和王者基多拉等其他怪獸角色一起出現。哥吉拉也在漫畫《霸子·辛普森的恐怖樹屋7》中出現，封面上可以看到它和其他怪獸的引用。

### 音樂影響
在音樂界影響方面，藍牡蠣合唱團於1977年發行了歌曲「Godzilla」。 這是他們第五張錄音室專輯《Spectres》中的第一首歌曲，傅滿洲、神秘競速者和Double Experience等藝人都在他們的專輯中收錄了這首歌的翻唱版本。 美國音樂家蜜雪兒·格雷夫斯為他2005年的專輯《Punk Rock Is Dead》創作了一首名為「Godzilla」的歌曲。歌詞提到了哥吉拉和幾個對手。巴西重金屬樂團Sepultura在1993年發行的Chaos AD中收錄了一首名為「Biotech is Godzilla」的歌曲。
作曲家艾力·韋塔克為管樂團創作了一首名為「哥吉拉吃掉拉斯維加斯！」的作品。作品由內華達大學拉斯維加斯分校委託創作，並於1996年由該大學的管樂隊首演。 樂譜上的註釋指導表演者穿著服裝，並向觀眾提供「劇本」。 自作品首演以來，美國海軍陸戰隊儀隊和蘇格蘭國家管樂交響樂團等著名樂隊都曾演奏過這部作品。
法國死亡金屬樂團哥吉拉樂隊以哥吉拉的名字為樂團命名。Pharoahe Monch的歌曲「Simon Says」是「哥吉拉進行曲」主題曲的嘻哈混音版。這首歌的器樂版本在2000年的電影《霹靂嬌娃》中被廣泛使用。 英國樂團洛斯帕飛樂團在第二張錄音室專輯《Start Something》中發行了一首名為「We Are Godzilla, You Are Japan」的歌曲。 美國龐克樂團Groovie Ghoulies發行了一首名為「Hats off to You (Godzilla)」的歌曲，以向哥吉拉致敬。它出現在2002年發行的EP Freaks on Parade中。
美國藝術家Doctor_Steel在2002年的專輯《People of Earth》中發行了一首關於哥吉拉的歌曲《Atomic Superstar》。 2003年，英國歌手Siouxsie Sioux發行了專輯Hái！這張專輯以日本為主題，其中有一首獻給怪獸的歌曲，簡單地命名為「Godzilla」。
MF DOOM發行了一張嘻哈專輯《Take Me to Your Leader》，其中嘉賓來自另一個以哥吉拉為主題的嘻哈樂團Monsta Island Czars。 這些專輯包括整個系列中的多個哥吉拉樣本。台灣裔美國電子音樂人Mochipet於2012年8月21日發行了EP《Godzilla Rehab Center》，收錄了以系列中的怪獸命名的歌曲。
2019年，美國搖滾樂團Think Sanity發行了首張專輯，其中收錄了以《哥吉拉》等東寶怪獸的改編歌曲。

### 地理特徵
最大的巨型豎框位於日本最南端島嶼沖之鳥島東南600公里處，海上保安廳與東寶達成協議命名為哥吉拉巨型豎框。

## 文化影響
哥吉拉是日本流行文化最知名的象徵之一，也是日本電影的重要體現，包括影響日後日本特攝類型的怪獸子系列。它被認為是核武的隱喻。哥吉拉代表了許多日本人對核襲擊以及再次發生的可能性的恐懼。隨著系列的進展，哥吉拉也隨之發展，變成了一個不那麼具有破壞性、更反英雄的角色，罗杰·埃伯特將哥吉拉系列的發展視為將反派轉為英雄的著名例子，其他還包括金剛、《007》、《大白鯊》、《魔鬼終結者》和《第一滴血》。
哥吉拉也被認為是「最初的放射性超級英雄」之一，因為他的意外放射性起源故事早於《蜘蛛人》（1962年首次亮相），並在1973年的《怪物時報》民意調查中被評為最受歡迎的電影怪物，擊敗了德古拉伯爵、金剛、狼人、木乃伊、《黑湖妖潭》和科學怪人 。1977年，根據洛杉磯的一項調查發現，80%的四歲到九歲男孩都是哥吉拉粉絲。
2010年，海洋守护者协会將他們最近購買的偵察船命名為「哥吉拉」（MV Gojira）。東寶向他們發出了刪除該名稱的通知，作為回應，該船的名稱於2011年5月更改為碧姬·芭杜號。 
史蒂芬史匹柏引用哥吉拉作為《侏羅紀公園》（1993年）的靈感來源，在製作過程中，史匹柏將哥吉拉描述為「所有恐龍電影中最精湛的，因為它讓你相信它真的發生了。」哥吉拉也影響了史匹柏的另一部電影《大白鯊》（1975）。哥吉拉也被演员蒂姆·艾倫及电影制片人马丁·斯科塞斯和蒂姆·伯顿视为灵感来源。

## 另見
- 特攝
- 伊福部昭 -《哥吉拉主題曲》的作曲家。
- 卡美拉系列
- 金剛系列
- 科洛弗檔案
- 圓谷製作
- 超人力霸王系列
- 第一次怪獸熱潮
- 第二次怪獸熱潮
- 浦賀站 - 為了紀念哥吉拉登陸多多良海灘（觀音崎），哥吉拉主題曲被用作車站的進場旋律。

## 外部連結
- 東寶官方網站 （页面存档备份，存于） （日語）
- Official 哥吉拉 （页面存档备份，存于）於東寶的英語官方網站 （英語）